# HMS Bellerophon (1907)
HMS Bellerophon var et britisk slagskib.
Bellerophon-klassen var de første slagskibe der blev bygget i Storbritannien efter HMS Dreadnought og var i høj grad en gentagelse af denne med en del forbedringer af designet. Blandt de mere betydelige var et torpedoskot, et indre skot som løb langs skibets længde og gav bedre beskyttelse imod torpedotræf.
Hovedskytset til HMS Bellerophon bestod af ti 12" kanoner monteret parvis i fem kanontårne, og hendes sekundærbestykning bestod af 16 4" kanoner. Hun var også udstyret med tre torpedorør, to i boven og et agter, men hendes agtre torpedorør blev fjernet i 1917. I 1918 havde hun fået platforme anbragt på kanonløbene på hendes A-kanontårn og Y-kanontårn til at operere flyvemaskine fra, disse blev benyttet af et Sopwith Pup jagerfly og et Sopwith 1½ Strutter observationsfly.
HMS Bellerophon blev søsat 27. juli 1907 og indgik i tjeneste ved 1st Division i Home Fleet i februar 1909. I maj 1912 sluttede hun sig til 1st Battle Squadron, og ved udbruddet af den første verdenskrig sluttede hun i august 1914 sig til 4th Battle Squadron i Grand Fleet, hvor hun deltog i søslaget ved Jylland i 1916. Hun blev placeret i reserve i 1919 og taget ud af tjeneste i 1920. Solgt til ophugning 8. november 1921.